# Богодушна
Богоду́шна — річка в Україні, у межах Бобринецького району Кіровоградської області та Єланецького району Миколаївської області, права притока Громоклії (басейн Південного Бугу). 

## Опис
Довжина 38 км. Площа басейну 213 км². Похил річки 2,8 м/км. Долина коритоподібна, завширшки 1,5 км, завглибшки до 40 м. Річище завширшки 2 м. Річка зарегульована численними ставками комплексного призначення. Використовується на потреби рибництва, водопостачання. Влітку часто пересихає. 

## Розташування
Богодушна бере початок біля села Водяно-Михайлівки. Тече на південь і південний схід. Впадає до Громоклії на північній околиці села Возсіятського. 